# Claude Cantini
Claude Cantini (* 1929 in der Toskana) ist ein Schweizer Historiker und Journalist italienischer Herkunft.

## Leben
Claude Cantini machte in Italien zuerst ein technisches Studium. Er bildete sich ab 1954 zum Psychiatrie-Krankenpfleger aus und erhielt das Diplom. Seit 1967 ist er in der Schweiz eingebürgert. Er war gewerkschaftlich aktiv und interessierte sich bald für Gegenwartsgeschichte, besonders rechtsextremer Bewegungen, über die er Sachbücher verfasste. Er ist Mitautor an der Schriftenreihe Cahiers de Association pour l’étude de l’histoire du mouvement ouvrier.

## Schriften
- Le fascisme italien à Lausanne, 1920–1943. Lausanne 1976.
- Le colonel fasciste suisse, Arthur Fonjallaz. P.-M. Favre, Lausanne 1983, ISBN 2-8289-0093-X.
- L’Eglise nationale vaudoise et le fascisme. Lausanne 1986.
- Benito Mussolini et l’Université de Lausanne. Lausanne 1987.
- Les Ultras – Extrême droite et droite extrême en Suisse : les mouvements et la presse de 1921 à 1991. Éditions d’en bas, Lausanne 1992, ISBN 2-8290-0135-4.